# Даніель Фіала
Даніель Фіала (чеськ. Daniel Fiala; нар. 24 червня 1972) — колишній чеський тенісист.
Найвищу одиночну позицію світового рейтингу — 409 місце досяг 29 квітня 1996, парну — 236 місце — 6 червня 1994 року.

## Фінали ATP Челленджер/ITF Ф'ючерс

### Парний розряд: 7 (3–4)
| Легенда              |
| -------------------- |
| ATP Челленджер (0–4) |
| ITF Ф'ючерс (3–0)    |

| Результат | В-П | Дата     | Турнір                           | Рівень     | Покриття | Партнер                  | Суперники                                 | Рахунок       |
| --------- | --- | -------- | -------------------------------- | ---------- | -------- | ------------------------ | ----------------------------------------- | ------------- |
| Поразка   | 0–1 | Сер 1992 | Liège Challenger, Льєж           | Челленджер | Ґрунт    | Роберт Новотни           | Хуан Карлос Багена Едуардо Массо          | 2–6, 3–6      |
| Поразка   | 0–2 | Чер 1994 | Tashkent Challenger, Ташкент     | Челленджер | Ґрунт    | Ян Кодеш мол.            | Карім Аламі Шандор Носаль                 | 7–6, 4–6, 6–7 |
| Перемога  | 1–0 | Тра 1998 | Югославія F3, Белград            | Ф'ючерс    | Ґрунт    | Деян Петрович (тенісист) | Владімір Платенік Джозеф Сіріанні         | 6–3, 5–7, 6–3 |
| Перемога  | 2–0 | Чер 1998 | Югославія F3A, Ниш               | Ф'ючерс    | Ґрунт    | Деян Петрович (тенісист) | Матей Пампулов Паулу Тайшер               | W/O           |
| Перемога  | 3–0 | Чер 1998 | Югославія F3B, Zaječar           | Ф'ючерс    | Ґрунт    | Деян Петрович (тенісист) | Міклош Янчо Габор Ярош                    | 6–1, 3–6, 6–3 |
| Поразка   | 0–3 | Сер 1999 | Sopot Challenger, Сопот (Польща) | Челленджер | Ґрунт    | Їржі Гоблер              | Бартоломей Домбровський Міхал Ґавловський | 4–6, 6–3, 3–6 |
| Поразка   | 0–4 | Вер 1999 | Budapest Challenger, Будапешт    | Челленджер | Ґрунт    | Леош Фридль              | Харел Леві Ноам Окун                      | 4–6, 6–4, 2–6 |